# Johann Albert Wasa

Kardinal Johann Albert Wasa

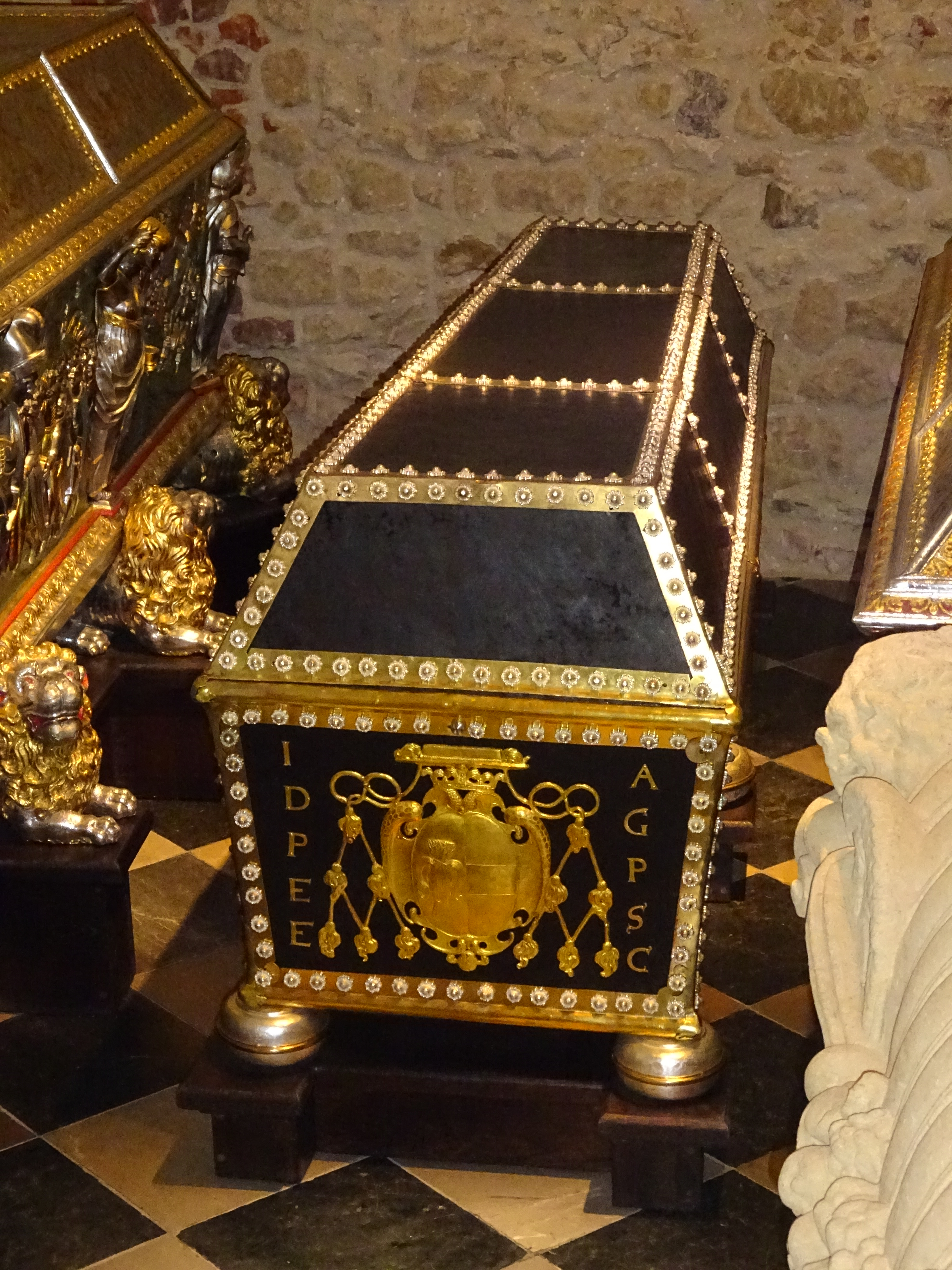
Sarkophag Kardinal Johann Albert Wasas in der Gruft des Wawel

Johann Albert Wasa (polnisch Jan Olbracht Waza; * 25. Juni 1612 in Warschau, Polen; † 29. Dezember 1634 in Padua, Republik Venedig, heute Italien) war ein Prinz von Polen-Litauen aus der Dynastie der Wasa und Fürstbischof von Ermland und Krakau.

## Leben
Seine Eltern waren König Sigismund III. Wasa und Constanze von Österreich. Johann II. Kasimir und Bischof Karl Ferdinand Wasa waren seine Brüder.
Johann Albert hatte ab 1621 das Fürstbischofsamt in Ermland inne. 1632 wurde er zunächst zum Administrator und am 20. November 1632 zum Fürstbischof von Krakau ernannt, was er bis zu seinem Tod blieb. Nachdem er bereits 1629 durch Papst Urban VIII. zum Kardinal in pectore kreiert worden war, wurde sein Kardinalat am 20. Dezember 1632 veröffentlicht und Wasa zum Kardinaldiakon von Santa Maria in Aquiro ernannt.
Johann Albert starb im italienischen Padua, wohin ihn sein Bruder Władysław IV. Wasa auf diplomatische Mission geschickt hatte. Er liegt in der Gruft der Wawel-Kathedrale in Krakau begraben, wo sich sein Sarkophag in der Krypta unter der Vasa-Kapelle befindet.